# Estádio de Manatuto
O Estádio Municipal de Manatuto é um estádio de futebol localizado na cidade de Manatuto, capital do município de mesmo nome, em Timor-Leste.
O estádio é a casa do clube desportivo local, o Atlético Ultramar (Coração FC), que disputa a primeira divisão nacional.
Em 2025, foi o palco do jogo de abertura do Campeonato Timorense de Futebol.